# Mtskheta
Mtskheta (in georgiano მცხეთა?) è una delle più antiche città della Georgia nella regione di Mtskheta-Mtianeti; si trova nella provincia storica di Kartli, vicino a Tbilisi. La città fu la capitale del regno di Georgia fra il III secolo a.C. e il V secolo d.C. Qui i georgiani si convertirono al Cristianesimo nel 317 e Mtskheta rimane la città in cui ha sede la Chiesa ortodossa e apostolica georgiana.
A Mtskheta si trovano numerosissimi edifici molto antichi, entrati a far parte nel 1994 dell'elenco dei Patrimoni dell'umanità dell'UNESCO. Fra questi edifici vale la pena ricordare: la Cattedrale di Svetitskhoveli (dell'XI secolo), il Monastero di Jvari (VI secolo), la Fortezza di Armaztsikhe (III secolo a.C.), l'acropoli (con costruzioni del I millennio a.C.), oltre ad altri edifici di culto di quasi 2.000 anni fa.

## Storia
Le rovine della città sono state datate a prima dell'anno 1000 a.C., e Mtskheta fu capitale del primo regno Georgiano dell'Iberia caucasica durante il III secolo a.C. - V secolo d.C. Fu il sito delle prime attività cristiane, ed il luogo dove la cristianità venne proclamata religione di Stato della Georgia nel 317. Mtskheta è tuttora la sede della Chiesa apostolica autocefala ortodossa georgiana.
Re Dachi I Ujarmeli (all'inizio del VI secolo d.C.), successore di Vakhtang I Gorgasali, spostò la capitale da Mtskheta alla più difendibile Tbilisi secondo le ultime volontà del padre. Mtskheta continuò ad essere usata come luogo di incoronazione e sepoltura dei re georgiani fino alla fine del regno, avvenuta nel XIX secolo.

## Monumenti

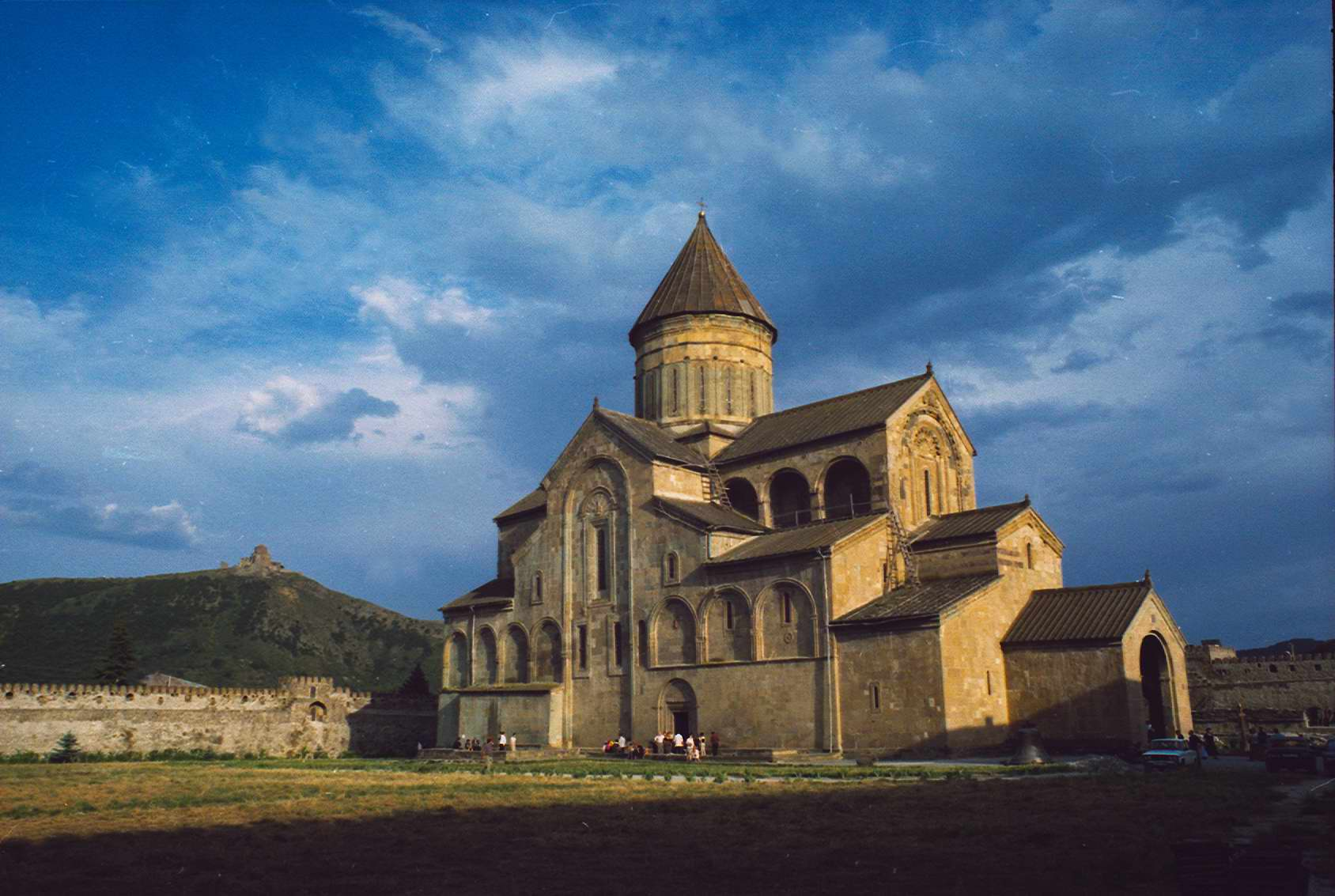
La cattedrale di Svetitskhoveli

La cattedrale di Svetitskhoveli (XI secolo) ed il monastero di Jvari (VI secolo) di Mtskheta sono tra i monumenti più significativi dell'architettura cristiana georgiana, e sono stati fondamentali per lo sviluppo dell'architettura medievale del Caucaso. Di particolare importanza sono le prime iscrizioni, interessanti per lo studio delle origini del primo alfabeto georgiano.
Nei sobborghi di Mtskheta si trovano le rovine della fortezza di Armaztsikhe (III secolo a.C.), l'acropoli di Armaztsikhe (databile alla fine del I millennio a.C.), resti del "ponte di Pompeo" (secondo la leggenda costruito dai legionari romani di Pompeo nel I secolo a.C.), le rovine di un palazzo reale (I-III secolo), una tomba del I secolo, una piccola chiesa del IV secolo, il monastero di Samtavro (XI secolo) e la fortezza di Bebris Tsikhe (XIV secolo). Anche l'Istituto di Archeologia ed il giardino di Mikheil Mamulashvili sono degni di nota.

## Patrimonio dell'umanità
Nel 1994 viene inserita tra i Patrimoni dell'umanità dell'UNESCO a causa delle sue storiche chiese medievali. Nel 2009 la città è stata inserita tra i patrimoni in pericolo a causa del grave stato di conservazione, e dei recenti lavori effettuati che hanno parzialmente eliminato le caratteristiche storiche dei monumenti. Il comitato dell'UNESCO ha chiesto formalmente alla Georgia di iniziare un serio lavoro di recupero e manutenzione.

## Amministrazione

### Gemellaggi
- Leuville-sur-Orge